# Thecla muiri
Thecla muiri är en fjärilsart som beskrevs av Edwards 1881. Thecla muiri ingår i släktet Thecla och familjen juvelvingar. Inga underarter finns listade i Catalogue of Life.